# Coalició Democràtica de Beth-Nahrin
La Coalició Democràtica de Beth-Nahrin fou una coalició electoral que es va presentar a les eleccions constituents de l'Iraq el gener del 2005. Estava formada per:
- Patriòtic Beth-Nahrin, una unió aparentment d'independents.
- Moviment de la Reunió Siríaca Independent

La coalició va presentar 12 candidats poc o gens coneguts i un programa que incloïa el reconeixement de la identitat nacional assíria a la constitució per damunt de les diferències religioses entre assiris, siríacs i caldeus.
A les següents eleccions va participar la Llista Nacional Nahrain, de la que el Moviment en va fer part.